# 马龙动物群
马龙动物群是一个主要产自中国西南红井哨组（或称沧浪铺组红井哨段）的海相动物群，由罗惠麟命名于1992年，标准剖面位于马龙红军哨。该动物群在西面以小江断裂带与时代更早的小石坝动物群相界。
该动物群是一个奇异的三叶虫动物群。这些三叶虫一般尾部较大，分节较多，多具尾刺，且个体较大，保存完好，数量丰富。该动物群同层位亦产少量古虫、奇虾附肢等化石。

## 生物带
该动物群依据生物带可分为四段：

### 小宜良虫带
该带主要产光滑欺诈油栉虫，上部产剪刀形小宜良虫、双长刺云南壳虫等，化石相对较少，岩性以黄绿色粉砂质页岩为主，厚约80米。

### 镰尾虫带
此带是马龙动物群的主要产出层位。

#### 下部
三叶虫以镰尾虫为主，伴生有镰尾形虫、拟马龙虫、新马龙虫、似小宜良虫、拟小宜良虫、小马宜虫等。也产鳃虾、奇虾附肢、古虫、腕足动物、软舌螺等化石。

#### 中部
三叶虫以小马宜虫为主，伴生有拟马龙虫、拟小宜良虫、似小宜良虫、龙对虫、镰尾形虫等，产大量腕足动物化石。

#### 上部
三叶虫以尹氏虫为主，伴生有拟马龙虫、龙对虫、红军哨虫、砍斧箐虫、镰尾形虫等，产大量腕足动物化石。

## 生物
该动物群赋存的化石以三叶虫、腕足动物等硬体化石为主，与临近的澄江动物群、小石坝动物群、关山动物群保存有大量软躯体化石的情况不同：这可能是由于该地区的动物扰动及较强的水动力。

### 节肢动物

马龙动物群所产帚刺奇虾（Anomocaris saron）前附肢

#### 奇虾
该动物群曾被报道产帚刺奇虾（该种经重新描述后归入侯氏虾属），但这些标本的具体分类地位有待进一步研究。
该动物群同期亦有果钳虾的报道。

#### 三叶虫
该动物群的三叶虫以莱得利基虫目的三叶虫为主，兼有少量耸棒头虫目物种。

#### 其他节肢动物
该组据报道产寻甸鳃虾、马龙鳃虾

### 腕足动物
该组据报道产云南鳞舌形贝、李氏魏斯顿贝

### 古虫动物
该组据报道产古虫属未定种

## 产地
马龙动物群分布较广，除滇东外，在滇东南蒙自、滇东北镇雄，贵州遵义、瓮安、金沙，四川南江，陕西南部与红井哨组相当的地层明心寺组、仙女洞组等均有发现和报道。四川乐山遇仙寺组张山段也有该动物群典型分子发现。